# Zwei durch dick und dünn
Zwei durch dick und dünn (Originaltitel: Che botte, ragazzi!) ist ein Italowestern mit Eastern-Anleihen und viel Prügelkomik, der 1974 von Bitto Albertini inszeniert wurde. Deutschsprachige Erstaufführung der italienisch-deutschen Koproduktion war am 23. Mai 1977.

## Handlung
Zwei Freunde, der Chinese Shanghai Joe und der reisende Händler Bill Cannon, helfen einem mexikanischen Dorf, seine gerade entdeckten Ölvorkommen gegen die Ausbeutung durch einen skrupellosen Geschäftemacher zu verteidigen. Es stellt sich heraus, dass der Stadtobere Barnes hinter den Vorgängen steht.

## Kritik
Das Lexikon des internationalen Films ließ keinen der Beteiligten davonkommen: „Klischeewestern, miserabel inszeniert und im Stil billigsten Schmierentheaters gespielt.“ Auch Christian Keßler nannte den Film „jämmerlich“ und eine „alberne Kasperklamotte“.